# Операція «Кобра» (фільм)
«Операція „Кобра“» (рос. Операция «Кобра») — радянський художній фільм 1960 року, режисера Дмитра Васильєва.

## Сюжет
Цей фільм розповідає про  радянських прикордонників, які розсекретили операцію під назвою «Кобра», організовану іноземною розвідкою. Мета цієї операції — щоденне фотографування військового об'єкта …

## У ролях
- Василь Макаров — полковник прикордонних військ Дмитро Андрійович Захаров, начальник прикордонного загону
- Олег Жаков —  доктор Ян Павлович Мазур, змієлов
- Леонід Чубаров —  капітан прикордонних військ Федір Кузьмич Єрмаков, начальник застави
- Т. Ішанходжаєв —  лейтенант Азіз Умаров, прийомний син Захарова
- Гурмінч Завкібеков — майор прикордонних військ Джураєв (озвучував Костянтин Тиртов)
- Шамсі Кіямов — майор прикордонних Алімов
- Г. Ніязов — голова колгоспу Ахмеджан Саїдов, батько Лютфи
- Сталіна Азаматова —  сільська вчителька Лютфі Саїдова
- Галина Фролова —  лікар Ніна Іванівна Єрмакова — дружина капітана Єрмакова
- Пулат Ахмедов — рядовий Самадов
- Абдульхайр Касимов — сторож Юсуф, він же заклинатель змій Гарун-Баба, він же німецький шпигун Отто Гріг
- Костянтин Старостін — Вернер (озвучував Михайло Глузський)
- Леонід Карнєєв — підполковник
- Абдусалом Рахімов — епізод
- Абдулхамід Нурматов — епізод

## Знімальна група
- Автори сценарію:  Дмитро Васильєв,  Ігор Луковський
- Режисер:  Дмитро Васильєв
- Оператор:  Ібрагім Барамиков
- Художник: К. Полянський
- Композитор:  Лев Шварц
- Директор:  Роман Атласов